# Opsamates fuscipennis
Opsamates fuscipennis är en skalbaggsart som beskrevs av Stefan von Breuning och Jean François Villiers 1959. Opsamates fuscipennis ingår i släktet Opsamates och familjen långhorningar.
Artens utbredningsområde är Madagaskar. Inga underarter finns listade i Catalogue of Life.